# Fletcher Hanks
Fletcher Hanks (* 1. Dezember 1887; † Februar 1976) war ein US-amerikanischer Comiczeichner, der für kurze Zeit während des Goldenen Zeitalters in den 1940er Jahren Abenteuergeschichten um Helden mit übernatürlichen Kräften im Kampf gegen das Böse schuf. Er arbeitete auch unter den Pseudonymen Henry Fletcher, Barclay Flagg, Bob Jordan und Hank Christy.

## Werdegang
Hanks zeichnete von 1939 bis 1941 für Fiction House und Fox Feature Syndicate. Zu den von ihm geschaffenen Superhelden zählen Stardust the Super Wizard, Tabu the Wizard of the Jungle und Fantomah, eine der ersten weiblichen Superheldinnen. Hanks Erzählweise war einfach, die Zeichnungen kantig. Die meistens 8 Seiten langen Geschichten zeigen einen ähnlichen Aufbau: Die Schurken planen und beginnen eine kriminelle Handlung, der Superheld kann sie aufhalten und anschließend bestrafen.
Die Comics wurden in RAW nachgedruckt, 2007 erschien die von Paul Karasik zusammengetragene Sammlung I Shall Destroy All The Civilized Planets: The Fantastic Comics Of Fletcher Hanks bei Fantagraphics, die 2008 mit den Eisner Award in der Kategorie „Best Archival Collection/Project - Comic Books“ ausgezeichnet wurde. 2009 erschien der zweite Band You Shall Die By Your Own Evil Creation!.